# Phyllurus championae
Phyllurus championae (листохвостий гекон Чемпіона) — вид геконоподібних ящірок родини Carphodactylidae. Ендемік Австралії.

## Поширення і екологія
Листохвості гекони Чемпіона відомі в трьох місцевостях, що лежать на сході Квінсленда. Вони живуть у вологих тропічних лісах, серед валунів і осипів. Відкладають яйця.

## Збереження
МСОП класифікує стан збереження цього виду як близький до загрозливого. Phyllurus championae може загрожувати вилов з метою продажу.